# Elenco de Passione
Passione é uma telenovela brasileira, que foi produzida e exibida pela TV Globo. Escrita por Silvio de Abreu, e com direção-geral de Carlos Araújo e Luiz Henrique Rios, direção de Allan Fiterman, Natalia Grimberg e André Câmara e direção de núcleo de Denise Saraceni, foi a 74ª "novela das oito" exibida pela emissora. Passione teve seu primeiro capítulo exibido em 17 de maio de 2010, substituindo Viver a Vida sob grande expectativa, e encerrando-se em 14 de janeiro de 2011, com 209 capítulos, conforme previsto inicialmente - embora tenha sido questionada a sua sucessão por Insensato Coração, produção seguinte, por esta ter enfrentando uma série de problemas durante os estágios inicias de sua produção.
O elenco da telenovela Passione é composto por quatro núcleos de personagens, situados na Itália e no Brasil. Quarenta e seis atores são listados na abertura da produção, e uma série de atores e atrizes fizeram participações especiais em pequenos papéis.
Numa trama que trata de relações familiares e dos segredos concernentes às mesmas, envolvendo quatro núcleos de personagens situados no Brasil e na Itália após a revelação de que o personagem "Totó", interpretado por Tony Ramos, é o filho até então desaparecido de Bete Gouveia, a matriarca de uma importante família brasileira.

## Escolha do elenco
O personagem "Totó", interpretado por Tony Ramos, foi o primeiro desenvolvido pelo autor e, consequentemente, o primeiro ator a ser escolhido, logo após a conclusão das filmagens da telenovela Belíssima. Inspirado pelo canção "Malafemmena", Silvio de Abreu compôs o personagem, um senhor que se apaixona por uma mulher desonesta, e, a partir dele, criou os dois núcleos que compõem a trama: Itália e Brasil.
Inicialmente, o personagem de Rodrigo Lombardi, "Mauro", se veria envolvido num triângulo amoroso com personagens intepretados por Alessandra Negrini e Débora Falabella. Apesar da remoção desses personagens do enredo, Silvio de Abreu manteve a ideia de um triângulo com Lombardi em uma das pontas, incluindo o ator Marcello Antony em outra, com ambos disputando uma mesma mulher. Com os dois atores definidos, a mulher só seria escolhida posteriormente. A atriz Mayana Moura foi cogitada para o papel, que acabou com Carolina Dieckmmann, fazendo com que Mayana recebesse outro personagem.

## Elenco
| Intérprete                 | Personagem                                                   |
| -------------------------- | ------------------------------------------------------------ |
| Fernanda Montenegro        | Elizabete Monteiro Gouveia (Bete)                            |
| Tony Ramos                 | Antonio Mattoli (Totó)                                       |
| Mariana Ximenes            | Clara Miranda Medeiros                                       |
| Reynaldo Gianecchini       | Frederico Lobato Filho (Fred)                                |
| Aracy Balabanian           | Gemma Mattoli                                                |
| Carolina Dieckmmann        | Diana Rodrigues                                              |
| Rodrigo Lombardi           | Mauro Santarém                                               |
| Marcello Antony            | Gerson Gouveia                                               |
| Mayana Moura               | Melina Gouveia                                               |
| Werner Schünemann          | Saulo Gouveia                                                |
| Maitê Proença              | Stela Duarte Gouveia                                         |
| Irene Ravache              | Clotilde Iolanda de Souza e Silva (Clô)                      |
| Francisco Cuoco            | Olavo da Silva (Rei do Lixo)                                 |
| Daniel de Oliveira         | Agnello Mattoli                                              |
| Tammy Di Calafiori         | Lorena Gouveia                                               |
| Gabriela Duarte            | Jéssica da Silva Rondelli                                    |
| Bruno Gagliasso            | Berilo Rondelli                                              |
| Leandra Leal               | Agostina Mattoli Rondelli                                    |
| Daisy Lúcidi               | Valentina Miranda                                            |
| Vera Holtz                 | Maria Candelária Lobato (Candê)                              |
| Larissa Maciel             | Felícia Lobato                                               |
| Cauã Reymond               | Danilo Gouveia                                               |
| Bianca Bin                 | Fátima Lobato                                                |
| Kayky Brito                | Sinval Gouveia                                               |
| Carol Macedo               | Kelly Miranda                                                |
| Miguel Roncato             | Alfredo Mattoli                                              |
| Germano Pereira            | Adamo Mattolli                                               |
| Marcella Valente           | Francesca DiNapoli                                           |
| Gabriel Wainer             | Rafael Martins (Chulepa)                                     |
| Juliana Didone             | Lia                                                          |
| Daniel Boaventura          | Diogo Dias                                                   |
| Adriana Prado              | Laura Peixoto                                                |
| Júlio Andrade              | Arthur Melo Gonçalves (Arthurzinho)                          |
| Débora Duboc               | Olga Junqueira                                               |
| Cleyde Yáconis             | Maria Brígida Neves Gouveia                                  |
| Leonardo Villar            | Antero Machado Gouveia / Giovanni Melatto                    |
| Elias Gleizer              | Diógenes Santarém                                            |
| Emiliano Queiroz           | Benedeto Melatto                                             |
| Flávio Migliaccio          | Fortunato da Silva                                           |
| Alexandra Richter          | Jaqueline Mourão (Jackie)                                    |
| Marcelo Médici             | Carmelo Melatto (Mimi)                                       |
| Simone Gutierrez           | Maria de Lurdes Teixeira de Azevedo Nunes Barreto (Lurdinha) |
| Gabriela Carneiro da Cunha | Cris                                                         |
| Kate Lyra                  | Myrna                                                        |
| Luiz Serra                 | Talarico                                                     |
| Giulio Lopes               | Roberto Cavarzere                                            |
| Rodrigo dos Santos         | Dagoberto Noronha                                            |
| Andréa Bassit              | Guida                                                        |
| André Luiz Frambach        | Cridinho                                                     |
| Edoardo Dell'Aversana      | Dino Mattoli Rondelli                                        |
| Pedro Lobo                 | Amendoim                                                     |

## Participações especiais
| Intérprete                | Personagem                           |
| ------------------------- | ------------------------------------ |
| Ada Chaseliov             | Matilde                              |
| Adriano Garib             | Emerson                              |
| Alecsandro Palermo        | Enfermeiro                           |
| Alessandra Cifali         | Sofia                                |
| Alexandre Zacchia         | Amigo de Fortunato                   |
| Alonso Gonçalves          | Donato                               |
| Ana Maria Braga           | Ela mesma                            |
| Antônio Alves             | Jonisval                             |
| Antônio Firmino           | Amante de Stela                      |
| Bruno Perillo             | Mafioso                              |
| Carlos Meceni             | Mafioso                              |
| Carlo Porto               | Vittorio Emmanuele Gibini            |
| Carlos Sato               | Shong-Li                             |
| Carlos Takeshi            | Ginecologista de Diana               |
| Cássio Pandolfi           | Comerciante                          |
| Charlene Chagas           | Telma                                |
| Christiano Torreão        | Escrivão                             |
| Cláudia Mello             | Durvalina                            |
| Cláudia Provedel          | Assistente social                    |
| Cláudia Raia              | Ela mesma                            |
| Cláudio Caparica          | Enfermeiro                           |
| Cleo Pires                | Ela mesma                            |
| Dani Brescianini          | Mara´                                |
| Dennis Carvalho           | Ele Mesmo                            |
| Eduardo Coutinho          | Amante de Stela                      |
| Emílio Pitta              | Dr. Godoy                            |
| Fernanda Carvalho         | Carlinha                             |
| Fernando Roncato          | Thiago (Thiaguinho)                  |
| Flávio Gikovate           | Ele mesmo, terapeuta de Gerson.      |
| Francisco Carvalho        | Francisco (Chicão)                   |
| Guilherme Weber           | Diretor do comercial gravado por Clô |
| Grazi Massafera           | Ela mesma                            |
| Guta Ruiz                 | Roberta                              |
| Guillermo Hundadze        | Fred (criança)                       |
| Jacques Lagoa             | João Rodrigues                       |
| João Gabriel Vasconcellos | Amante de Stela                      |
| Joca Andreazza            | Frederico Lobato                     |
| Jorge Fernando            | Ele mesmo                            |
| Júlia Faria               | Mônica                               |
| Juliano Ceglia            | Giba                                 |
| Katia Bronstein           | Françoise Caron                      |
| Lázaro Ramos              | Ele mesmo                            |
| Leandro Lima              | Vitório                              |
| Luís Franke               | Don Pepe di Nápoli                   |
| Luluh Pavarin             | Ádua                                 |
| Magda Gomes               | Das Dores                            |
| Marcos Suhre              | André Rodrigues                      |
| Maria Estela              | Carmem (Carminha)                    |
| Mário Sérgio Prettini     | Charles                              |
| Mauro Mendonça            | Eugênio Gouveia                      |
| Mauro Mendonça Filho      | Eugênio Gouveia (jovem)              |
| Miguel Monteiro           | Gonçalves                            |
| Murilo Rosa               | Ele Mesmo                            |
| Patrícia Ermel            | Luiza                                |
| Patricia Pillar           | Juliana Azevedo                      |
| Priscila Assum            | Édnea                                |
| Renata Frisson            | Atendente de um escritório           |
| Ricardo Pavão             | Pereira                              |
| Renan Monteiro            | Entregador subornado por Clara       |
| Roberto Birindelli        | Hugo                                 |
| Sabrina Petraglia         | Frequentadora do Narcóticos Anônimos |
| Sandra Pêra               | Madame Kiti                          |
| Sarah Maciel              | Melina Gouveia (adolescente)         |
| Sérgio Loroza             | Rogério                              |
| Shimon Nahmias            | Delegado                             |
| Sofia Raia                | Ela mesma                            |
| Sóstenes Vidal            | Cosme                                |
| Tadeu di Pietro           | Dr. Lucas (advogado amigo de Fred)   |
| Taís Araújo               | Ela mesma                            |
| Teca Pereira              | Companheira de cela de Clara         |
| Tiago Leifert             | Ele mesmo                            |
| Yana Sardenberg           | Amiga de Fátima                      |
| Zeca Pagodinho            | Ele mesmo.                           |

## Novos atores
Seis atores atingiram projeção nacional pela primeira vez em suas carreiras ao integrarem o elenco de Passione: Adriana Prado, Bianca Bin, Carol Macedo, Germano Pereira, Mayana Moura e Miguel Roncato. Destes, apenas Bin havia tido anteriormente um papel de destaque, ao protagonizar a 16ª temporada da telenovela Malhação em 2009. Prado já havia acumulado alguns papéis menores em outras produções, e Mayara Moura tinha uma carreira como modelo e cantora antes de ser convidada para participar da telenovela.
Moura não era a única pessoa no elenco a estar participando da primeira telenovela de sua carreira: Carol Macedo, Germano Pereira, Miguel Roncato e Larissa Maciel também estavam na mesma situação. Maciel, por sua vez, havia se tornado conhecida nacionalmente apenas meses antes do início de Passione, ao interpretar a cantora Maysa Monjardim na minissérie Maysa - Quando Fala o Coração.

### Bianca Bin
Bianca Bin (3 de setembro de 1990) é uma atriz brasileira nascida na cidade paulista de Jundiaí. Criada em Itu, Bin foi, no papel de Marina, a protagonista da temporada 2009 da telenovela Malhação e foi escolhida para interpretar Fátima, uma adolescente que se vê envolvida com o personagem Danilo, interpretado por Cauã Reymond.
Sua personagem, Fátima, é fã do atleta, e acaba engravidando dele. Sem o apoio do pai da criança, que é contra a continuidade da gravidez, ela passa por um procedimento abortivo realizado num ambiente não-esterilizado, e acaba sendo hospitalizada.

### Adriana Prado
Adriana Prado  (Brasília, Distrito Federal, 19 de dezembro de 1969). É uma atriz brasileira. Trabalhava na Organização das Nações Unidas (ONU), já tinha morado na Inglaterra, na França e na Itália, adquirindo fluência nos idiomas desses países. Após duas participações em papéis pequenos na segunda temporada de Floribella, e nos primeiros capítulos de Paixões Proibidas, Prado saiu da Band e ingressou na Rede Record, onde fez parte do elenco regular de A Lei e o Crime, também tendo participação na novela Ribeirão do Tempo, fazendo o papel de Heleninha, uma dançarina do cabaret da cidade que se envolve com o Senador, mas logo é assassinada.
Em 2010, ganhou projeção nacional ao interpretar Laura, personagem menor da trama que acabou sendo desenvolvida pelo autor Silvio de Abreu até se tornar um dos elementos mais importantes da trama.
2006-Floribella
2006-Paixões Proibidas
2009-A Lei e o Crime
2010-Ribeirão do Tempo
2010-Passione

### Carol Macedo
Carol Macedo é uma atriz e modelo brasileira que em Passione fez sua primeira participação em telenovelas.
O papel de Kelly, uma adolescente que se vê explorada pela própria avó, que a força a se prostituir, lhe foi oferecido enquanto participava da oficina de atores do diretor Wolf Maya.
Por seu trabalho em Passione, foi indicada ao prêmio "Arte Qualidade Brasil" na categoria "Melhor Atriz Infantil/Juvenil de Telenovela".
A atriz interpretou Solange em Fina Estampa.

### Germano Pereira
Germano Pereira (Joinville, Santa Catarina) é um ator brasileiro, que em Passione faz sua primeira participação em telenovelas. Ator de teatro, participou de uma série de produções em sua cidade-natal e havia contabilizado apenas participações menores em filmes como Topografia de um Desnudo, O Menino da Porteira e O Doce Veneno do Escorpião até, durante uma montagem de Hamlet, ter seu primeiro contato com Sílvio de Abreu.
Abreu, após ver a peça, convidou o ator para a realização de alguns testes junto à TV Globo, para integrar o elenco da emissora, e novamente quando Passione iniciou sua pré-produção. Entre março e outubro de 2009, vários testes foram realizados com o ator, que só em novembro de 2009 teve sua seleção confirmada.

### Mayana Moura
Mayana Moura (Rio de Janeiro, 29 de Agosto de 1982) é uma atriz, cantora e ex-modelo brasileira.
Foi descoberta por Mario Testino quando tinha 17 anos. Fez sucesso internacionalmente, mas abandonou a carreira de modelo para formar O.M.I,sua primeira banda, em Los Angeles
Em 2009, após uma bateria de testes, foi confirmada em Passione, o que fez com que abandonasse a banda. Num primeiro momento, Mayana interpretaria uma das protagonistas, a jornalista Diana Rodrigues, no entanto, após algumas mudanças no enredo o papel acabou nas mãos da atriz Carolina Dieckmann, enquanto que Mayana assumiu um outro personagem: a estilista Melina.
Por seu trabalho em Passione, foi indicada ao prêmio "Arte Qualidade Brasil"  na categoria "Atriz Revelação" e ao Prêmio Contigo na categoria "Revelação do Ano".